# Lysá (Horní Krupá)
Lysá (německy Lissa) je malá vesnice, část obce Horní Krupá v okrese Havlíčkův Brod. Nachází se asi 1,5 km na sever od Horní Krupé. V roce 2009 zde bylo evidováno 9 adres. V roce 2001 zde žilo 16 obyvatel.
Lysá leží v katastrálním území Horní Krupá u Havlíčkova Brodu o výměře 11,3 km2.

## Galerie

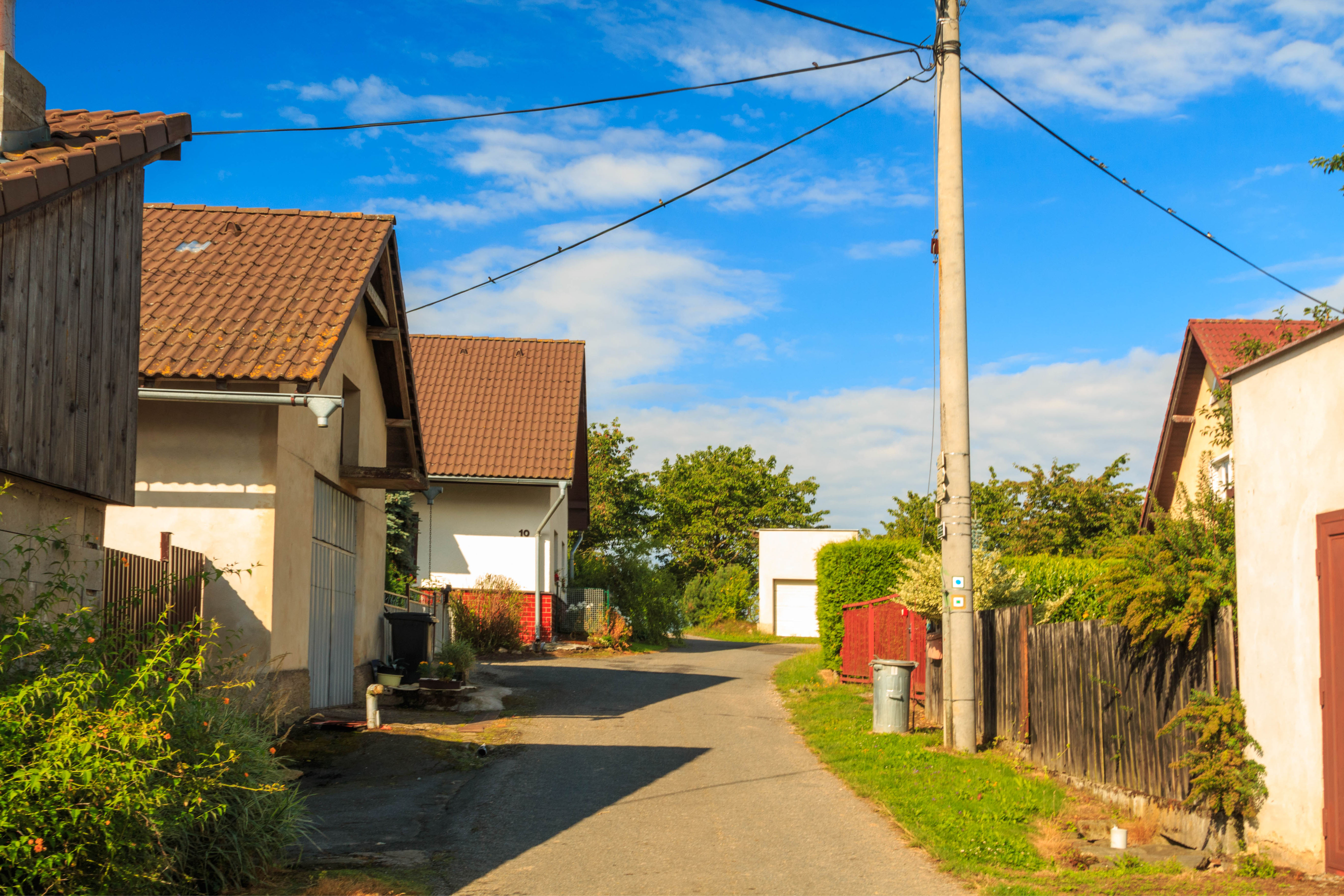
Lysá čp. 10
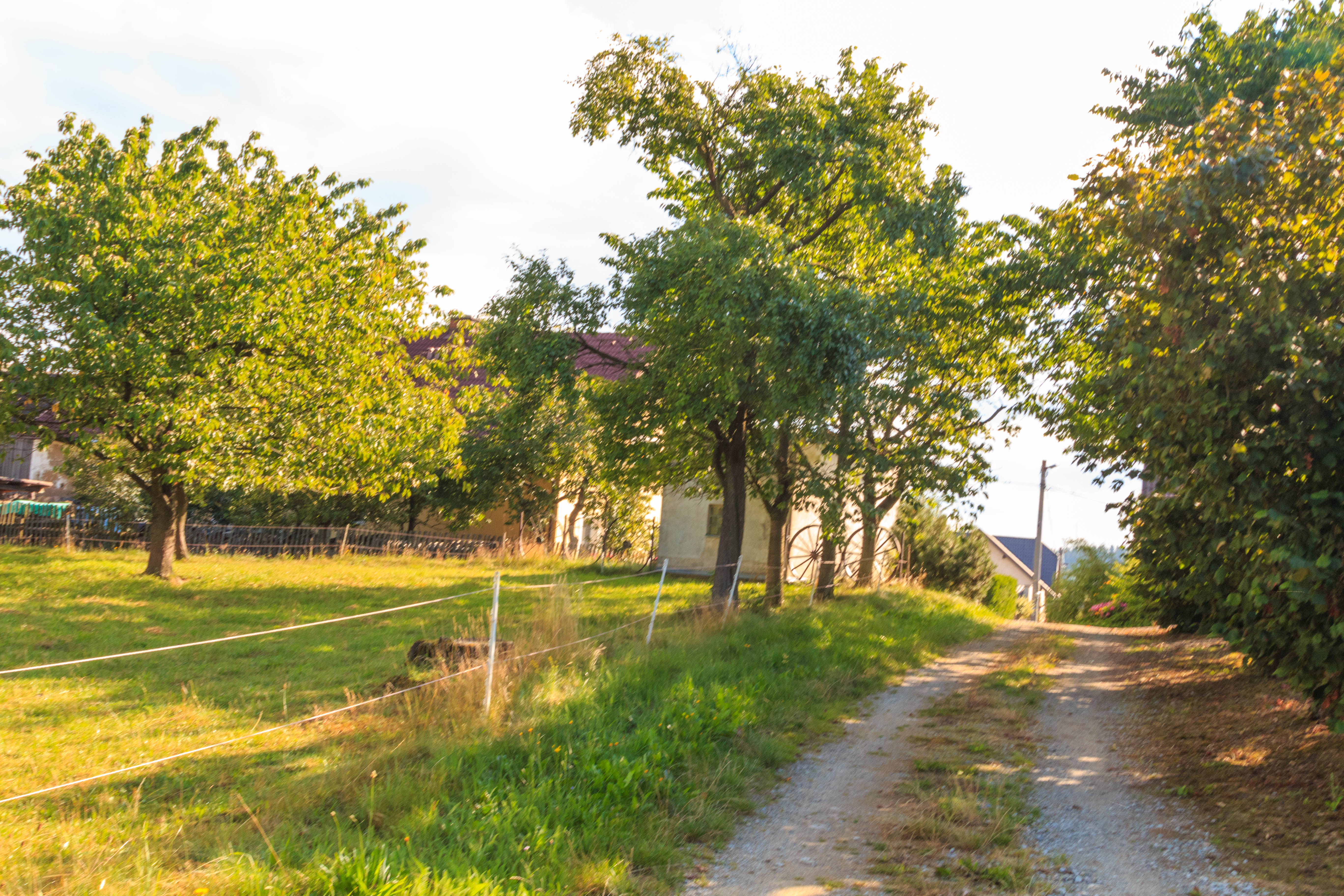
Lysá čp. 4
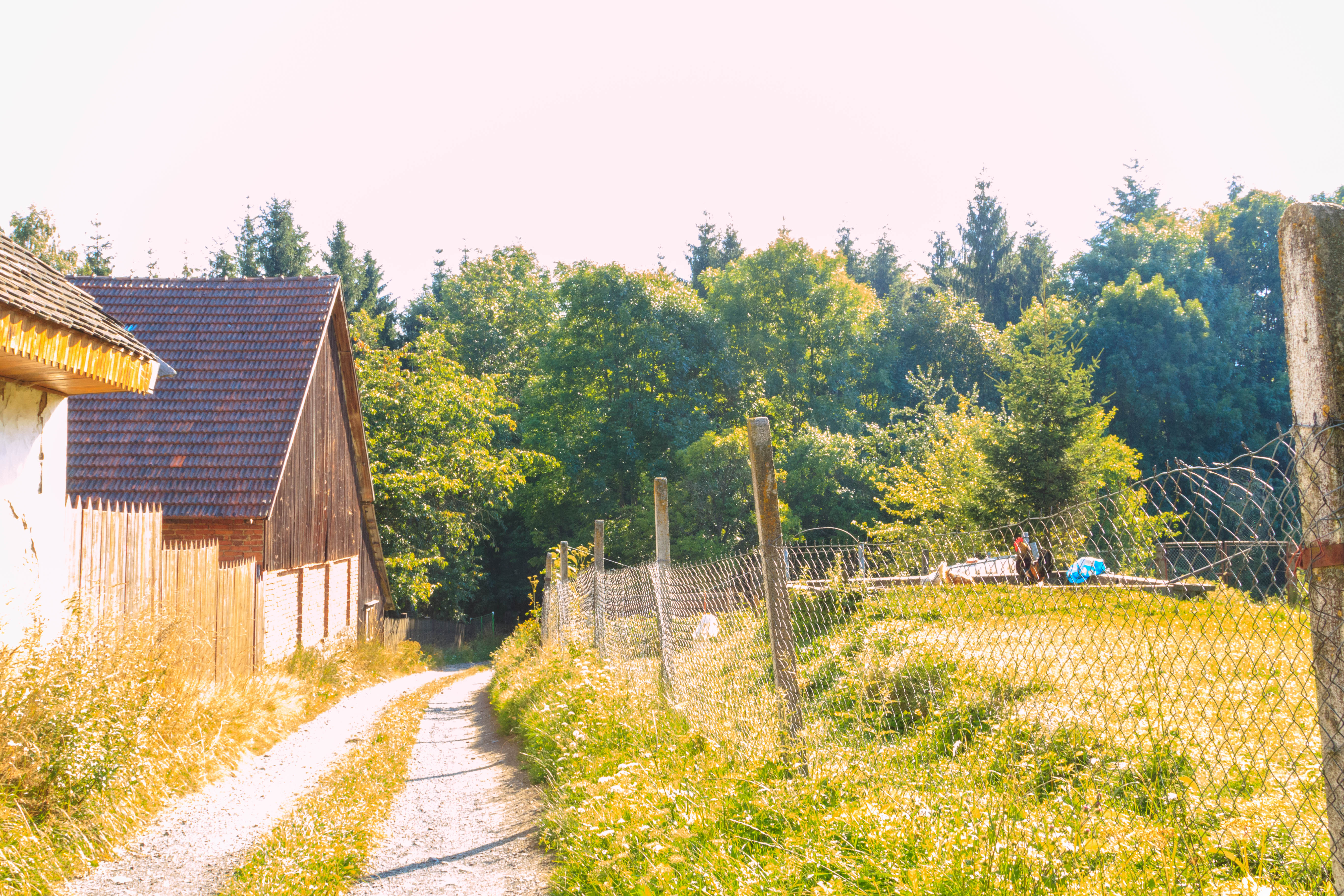
Lysá čp. 8